# Brun elenia
Brun elenia (Elaenia pelzelni) är en fågel i familjen tyranner inom ordningen tättingar.

## Utbredning och status
Fågeln förekommer på öar i Amazonflodens flodsystem. IUCN kategoriserar arten som livskraftig.

## Namn
Fågelns vetenskapliga artnamn hedrar August Pelzel Edler von Pelzeln (1825-1891), österrikisk ornitolog och samlare. Elenia är en försvenskning av det vetenskapliga släktesnamnet Elaenia, som i sin tur kommer från grekiskans elaineos, "från olivolja", det vill säga olivfärgad.